# 昭和町
昭和町（しょうわちょう）は、山梨県中央部の国中地方に位置する町。甲府盆地の中央部に位置し、釜無川と笛吹川の間に開けた平坦な地域である。笛吹川支流の河川も流れ、近世以降は穀倉地帯や甲府の水源（地下水）にもなっている。

## 概要

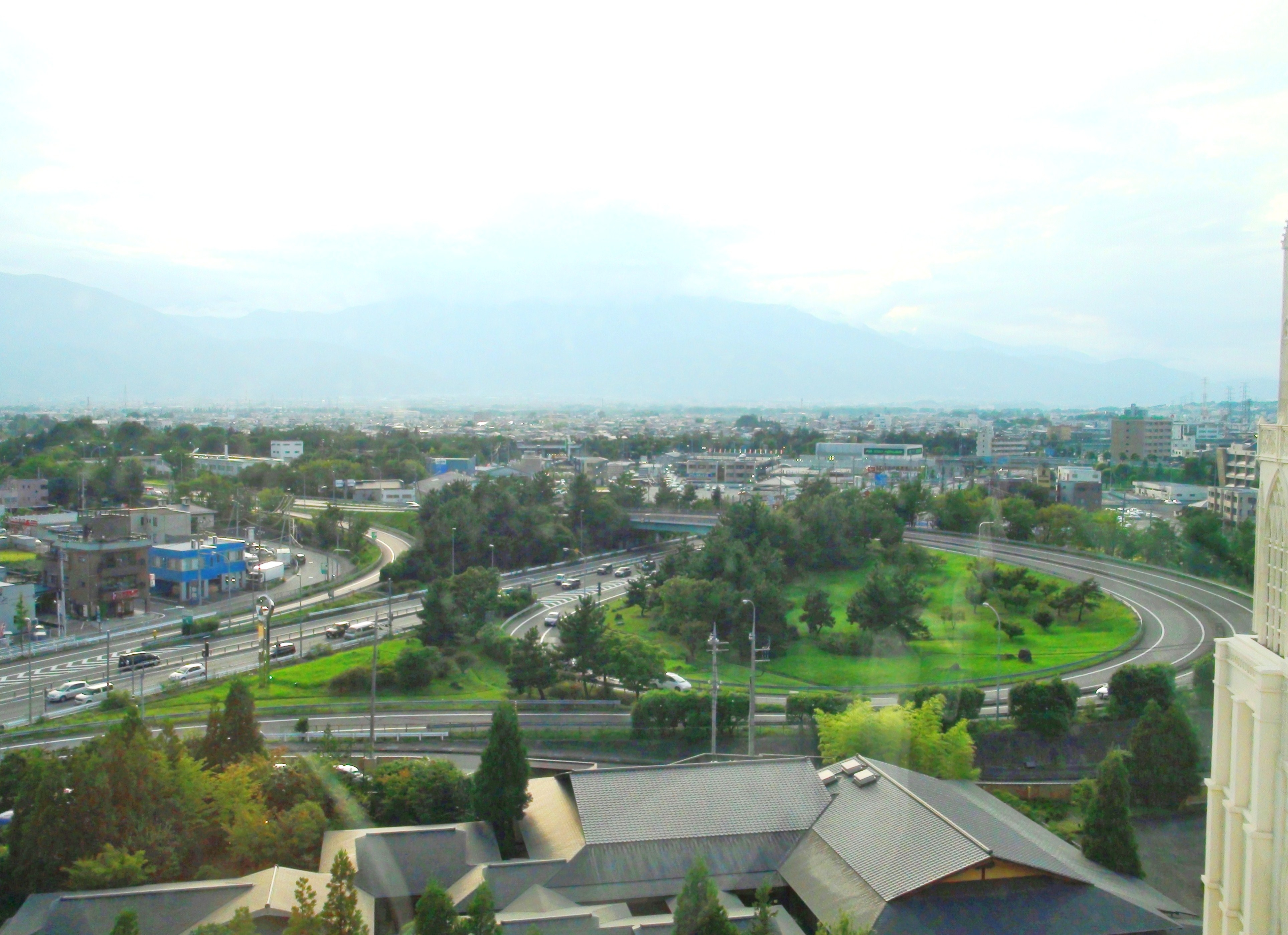
甲府昭和ICと昭和町中心部

中巨摩郡に属する。昭和町の周辺の町村は同じ中巨摩郡に属していたが、いわゆる平成の大合併によりそれぞれ甲斐市、南アルプス市、中央市となり、昭和町は現在の中巨摩郡唯一の自治体である。

## 地理

### 地形

#### 河川
主な川
- 釜無川
- 笛吹川

### 人口
| |                                        |  |
| 昭和町と全国の年齢別人口分布（2005年） | 昭和町の年齢・男女別人口分布（2005年） |  |
| ■紫色 ― 昭和町 ■緑色 ― 日本全国 | ■青色 ― 男性 ■赤色 ― 女性              |  |
| 昭和町（に相当する地域）の人口の推移 \| 1970年（昭和45年） \| 5,662人 \| \| \| 1975年（昭和50年） \| 7,000人 \| \| \| 1980年（昭和55年） \| 8,751人 \| \| \| 1985年（昭和60年） \| 10,700人 \| \| \| 1990年（平成2年） \| 12,548人 \| \| \| 1995年（平成7年） \| 14,590人 \| \| \| 2000年（平成12年） \| 15,937人 \| \| \| 2005年（平成17年） \| 16,764人 \| \| \| 2010年（平成22年） \| 17,653人 \| \| \| 2015年（平成27年） \| 19,505人 \| \| \| 2020年（令和2年） \| 20,909人 \| \| |                                        |  |
| 総務省統計局 国勢調査より |                                        |  |
| 1970年（昭和45年） | 5,662人                                |  |
| 1975年（昭和50年） | 7,000人                                |  |
| 1980年（昭和55年） | 8,751人                                |  |
| 1985年（昭和60年） | 10,700人                               |  |
| 1990年（平成2年） | 12,548人                               |  |
| 1995年（平成7年） | 14,590人                               |  |
| 2000年（平成12年） | 15,937人                               |  |
| 2005年（平成17年） | 16,764人                               |  |
| 2010年（平成22年） | 17,653人                               |  |
| 2015年（平成27年） | 19,505人                               |  |
| 2020年（令和2年） | 20,909人                               |  |

### 隣接自治体
山梨県
- 甲府市
- 甲斐市
- 中央市
- 南アルプス市

## 歴史

### 先史
甲府盆地底部は釜無・笛吹両河川の氾濫原であるため考古遺跡が乏しく、町域においても同様の傾向が見られる。

### 古代
昭和町を含む山梨県は令制国の甲斐国にあたる。

### 中世
平安時代後期には甲府盆地各地で荘園が成立し、町域東部の押越や紙漉阿原が鎌田荘に属していたと考えられている。
また、平安後期には源義清（形部三郎）・清光が甲斐へ土着し、子孫は盆地各地へ広まって甲斐源氏となった。
西条の義清神社は源義清の居館跡とする伝承が伝わっており、近在には義清の墳墓とされる義清塚がある。
戦国時代には川東郷の加藤氏、西条の西条氏が出現した。
また、戦国期には守護・武田氏による釜無川・御勅使川の治水が行われ、永禄3年（1560年）には現在の甲斐市竜王（旧中巨摩郡竜王町）に信玄堤が築堤され、釜無川流路が南に固定される。
町域においてもこの頃から開発が本格化したと考えられており、山之神には信玄堤・甲斐市西八幡の下川除・西八幡堤から連続する括の堤のほか、かすみ堤が築造されている。
天正10年（1582年）3月の武田氏滅亡後に武田遺領を確保した徳川家康に臣従した武田遺臣の中には、町域を本領とするものも見られる。

### 近世
江戸時代には11村が成立した（西条、西条新田、清水新居、河東中嶋、押越、紙漉阿原、築地新居、築地新田、飯喰、河西、上河東）。近世の九筋二領では、全村が巨摩郡中郡筋に属する。領主支配は幕領・甲府藩領を経て、享保9年（1724年）に甲斐一国の幕府直轄領化に伴い再び幕領となる。町域北東から南部にかけては駿州往還が通過し、河東中嶋村には宿駅も存在していたほか、築地新居村には釜無川を渡す渡船場があった。
近世段階においても釜無川の流路は不安定で、町域は水害被害を受け続けた。天保7年（1836年）には甲斐一国規模の天保騒動が発生し、町域の村々も一揆勢の被害を受けている。
町域には寺子屋が数多く存在し、明和年間には西条村の若宮八幡宮神主・山本忠告が経営した寺子屋があり、文化年間には同村の村医師・野呂瀬主膳が寺子屋を経営している。また、慶応年間には押越村の伊藤日遵が経営した寺子屋がある。

### 近代
近代には、甲府盆地底部において流行した日本住血吸虫症の有病地となる。大正期に山梨県では農民運動が盛んになるが、町域でも農民組合の結成にいたる運動が興隆し、大正10年（1921年）に農事協和会が発足し、翌大正11年には小作人による押原農民組合が結成された。

### 現代
第二次世界大戦後は、工業団地の造成や甲府市の中心部から近いことから宅地化が進み、人口は増加傾向にある。1971年（昭和46年）6月に昭和町となり、現在に至る。中央自動車道を境とした紙漉阿原東部は甲府市、旧玉穂町（現・中央市）にまたがる国母工業団地の一部にあたる。
戦後の山梨県においては、天野久知事時代の県勢振興計画で定められた県外企業誘致方針の一環として、田辺国男知事時代に工業団地の造成が推進され、甲府地区開発事業団が設立された。国母工業団地は1970年（昭和45年）に首都圏整備法に基づく都市開発区域として着工され、1973年（昭和48年）には第一期の分譲が完了した。国母工業団地に続いて甲西工業団地・身延工業団地など基幹工業団地の造成が行われ、昭和町では釜無川左岸の玉幡飛行場跡地にあたる築地新居・築地新田地区で、釜無工業団地が1976年（昭和51年）から山梨県土地開発公社を事業主体として造成された。
こうした企業からの税収により、財政には余裕があり、2019年度（令和元年度）まで、36年続けて地方交付税普通交付税の交付金を受けていない。
大型ショッピングセンターとして、2000年（平成12年）2月2日にイトーヨーカドー甲府昭和店、2011年（平成23年）3月17日にイオンモール甲府昭和が開店している。

### 沿革
昭和
- 1942年（昭和17年）7月1日 - 西条村・常永村が合併して昭和村が発足。
- 1971年（昭和46年）4月1日 - 昭和村が町制施行して昭和町となる。
- 1981年（昭和56年）11月 - 町制10周年を記念して「昭和町町歌」を制定。

## 政治

### 行政

#### 町長
- 町長：塩澤浩（2019年2月就任）

## 施設

### 警察
本部
- 山梨県警察 南甲府警察署

交番
- 押原小井川交番
- 昭和国母交番

### 消防
本部
- 甲府地区広域行政事務組合

出張所
- 南消防署昭和出張所（昭和町押越1092）

### 医療
主な病院

### 郵便局
主な郵便局
※集配業務は田富郵便局（中央市）が行う。
- 昭和郵便局

### 運動施設
- 押原公園グラウンド - ヴァンフォーレ甲府の練習場

## 経済

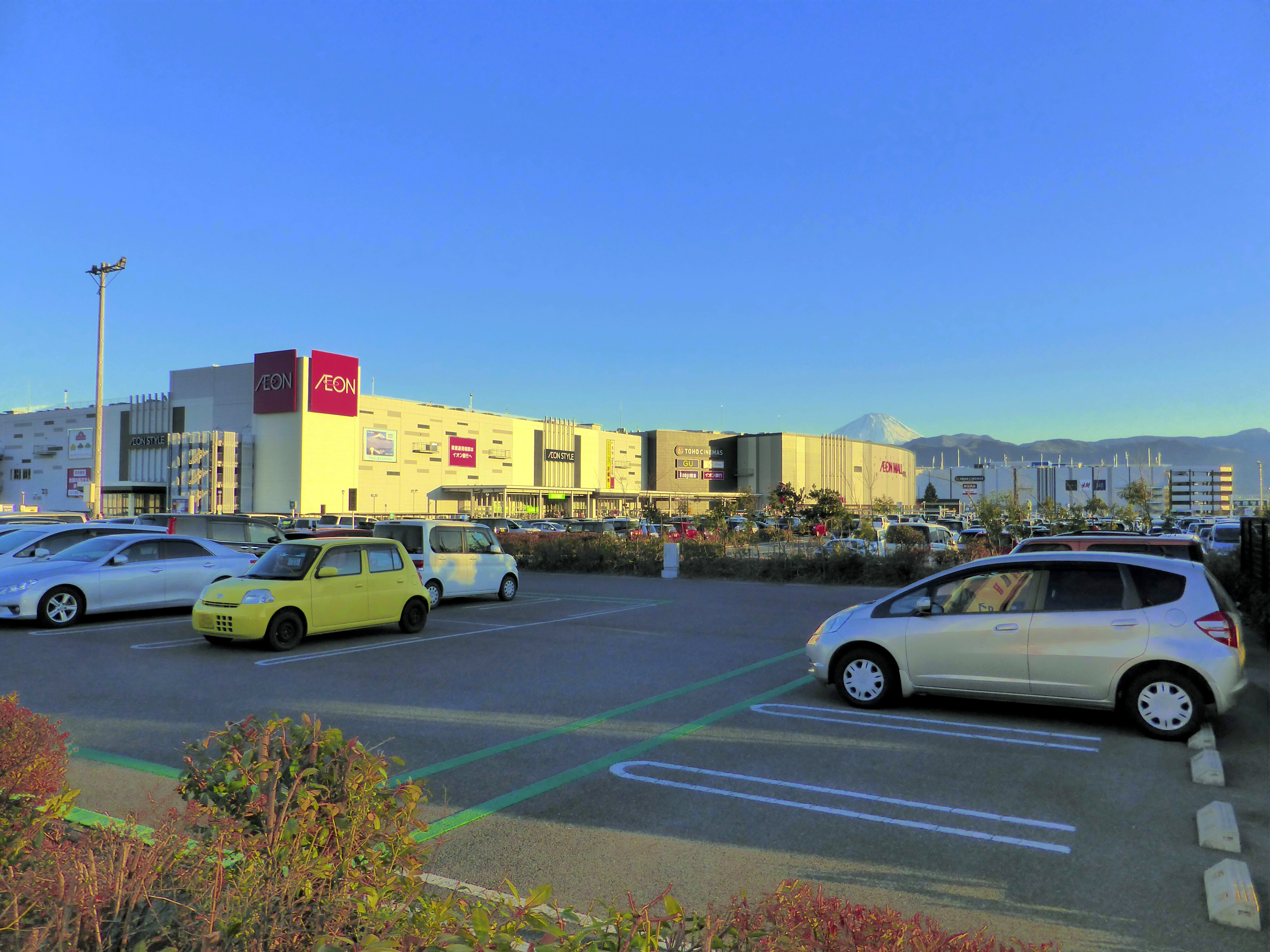
イオンモール甲府昭和

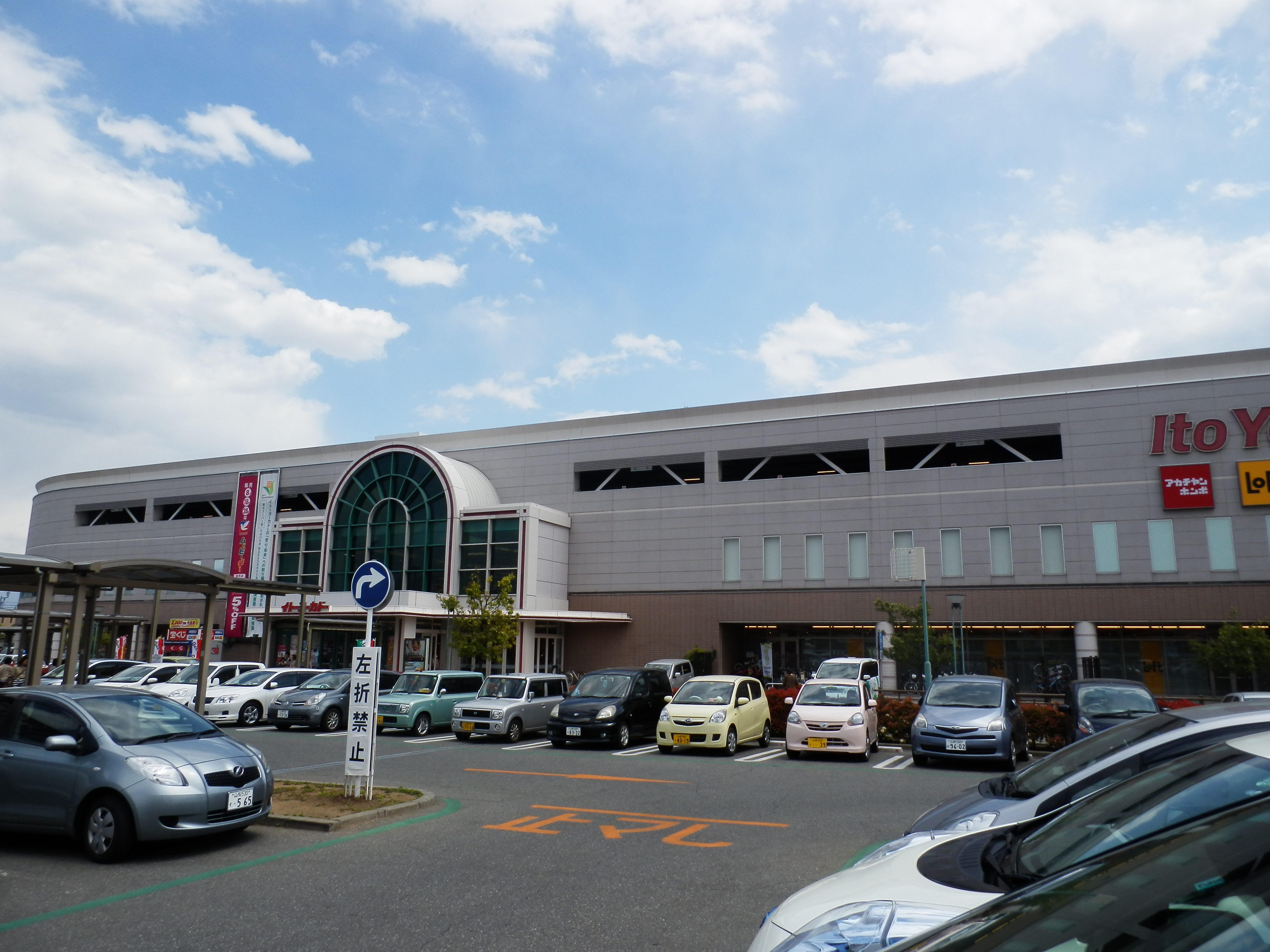
イトーヨーカドー甲府昭和店

### 第二次産業

#### 工業
主な工場
- キトー本社工場
- テルモ甲府工場
- 中家製作所

主な工業団地
- 釜無工業団地
- 国母工業団地

### 第三次産業

#### 商業
主な商業施設
- イオンモール甲府昭和
- イトーヨーカドー甲府昭和店

## 教育

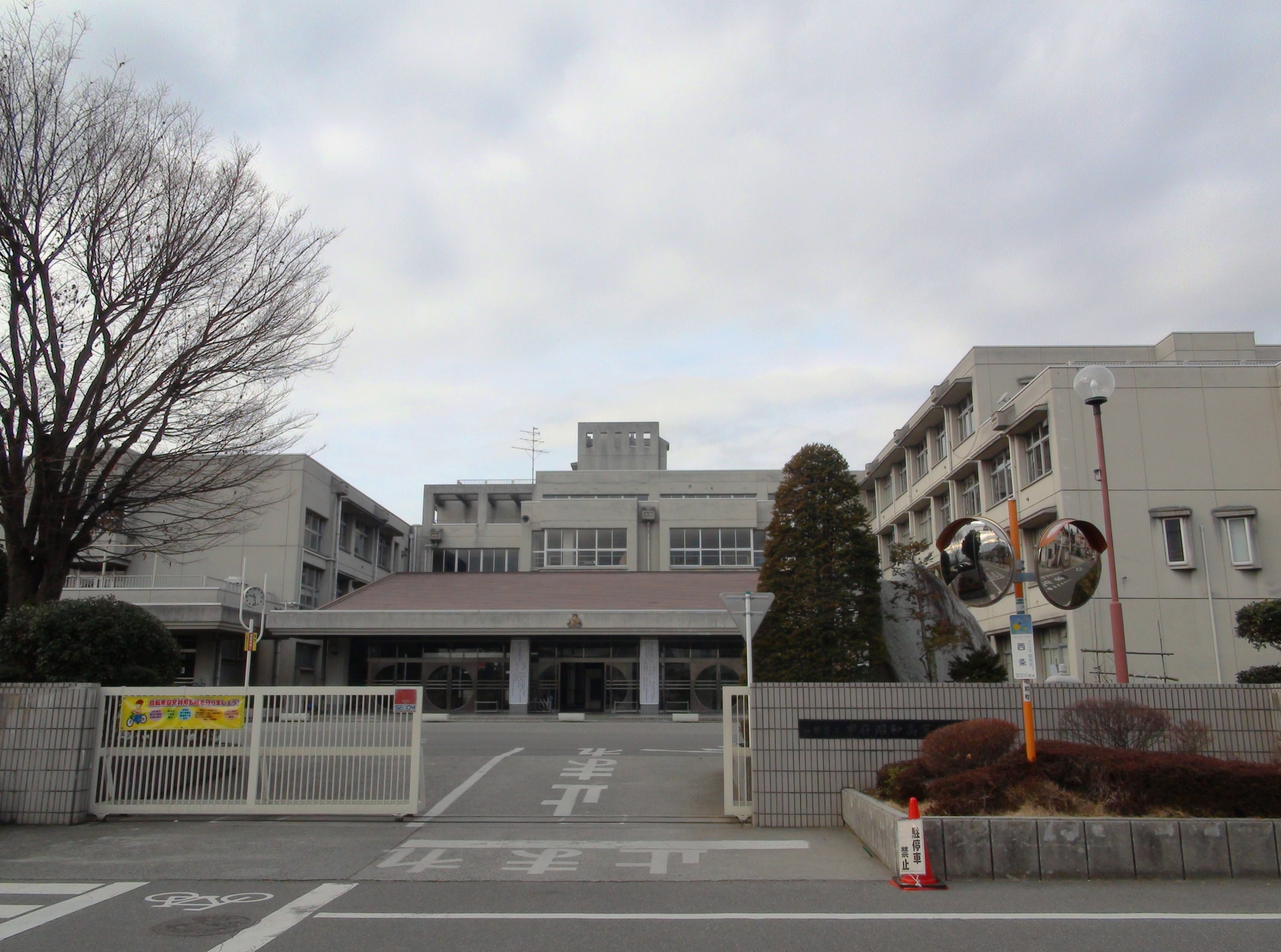
山梨県立甲府昭和高等学校

### 専修学校
- 優和福祉専門学校

### 高等学校
県立
- 山梨県立甲府昭和高等学校

### 中学校
町立
- 昭和町立押原中学校

### 小学校
町立
- 昭和町立押原小学校
- 昭和町立西条小学校
- 昭和町立常永小学校

### 自動車学校
- 甲府昭和自動車教習所

## 交通

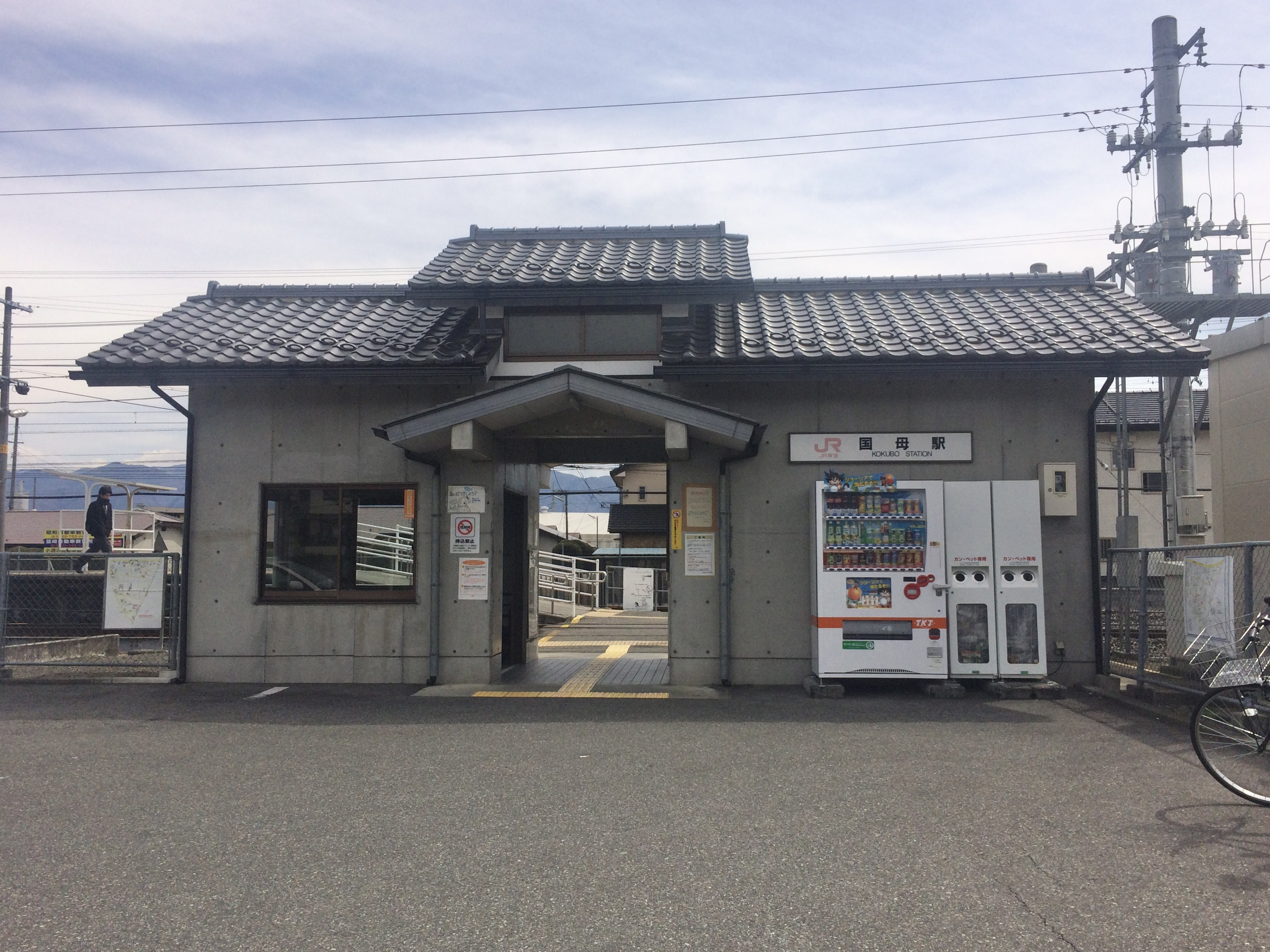
国母駅

### 鉄道

#### 鉄道路線
東海旅客鉄道（JR東海）
- 身延線：-（中央市） 常永駅 - 国母駅 -（甲府市）

### バス

#### 路線バス
- 山梨交通
- 山交タウンコーチ

### 道路

#### 高速道路
- 中央自動車道
- ：（甲斐市）- 昭和BS -  甲府昭和IC -（甲府市）

#### 国道
- 国道20号（甲州街道）

#### 県道
主要地方道
- 山梨県道3号甲府市川三郷線
- 山梨県道5号甲府南アルプス線（アルプス通り）
- 山梨県道25号甲斐中央線

## 観光

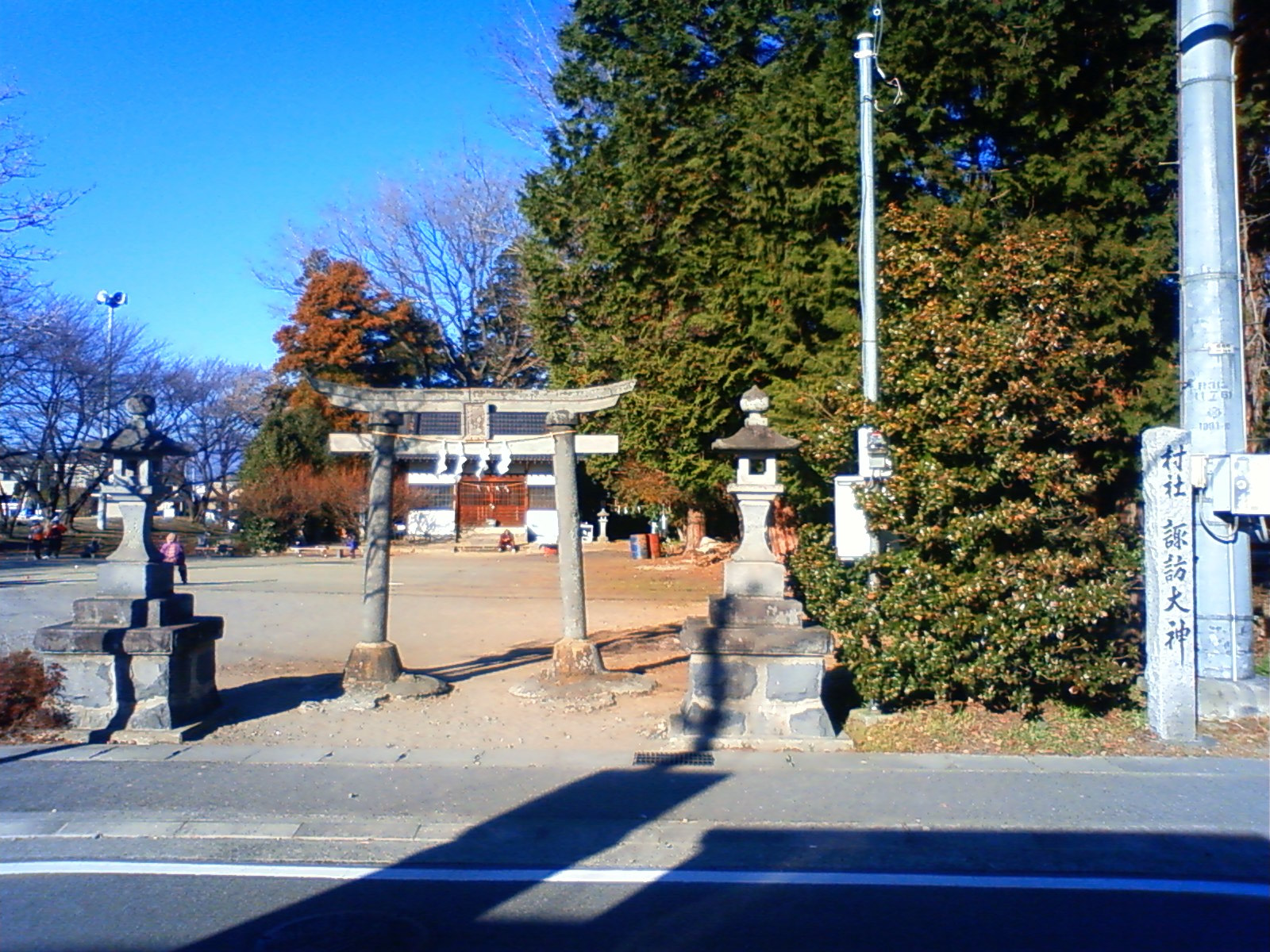
諏訪神社

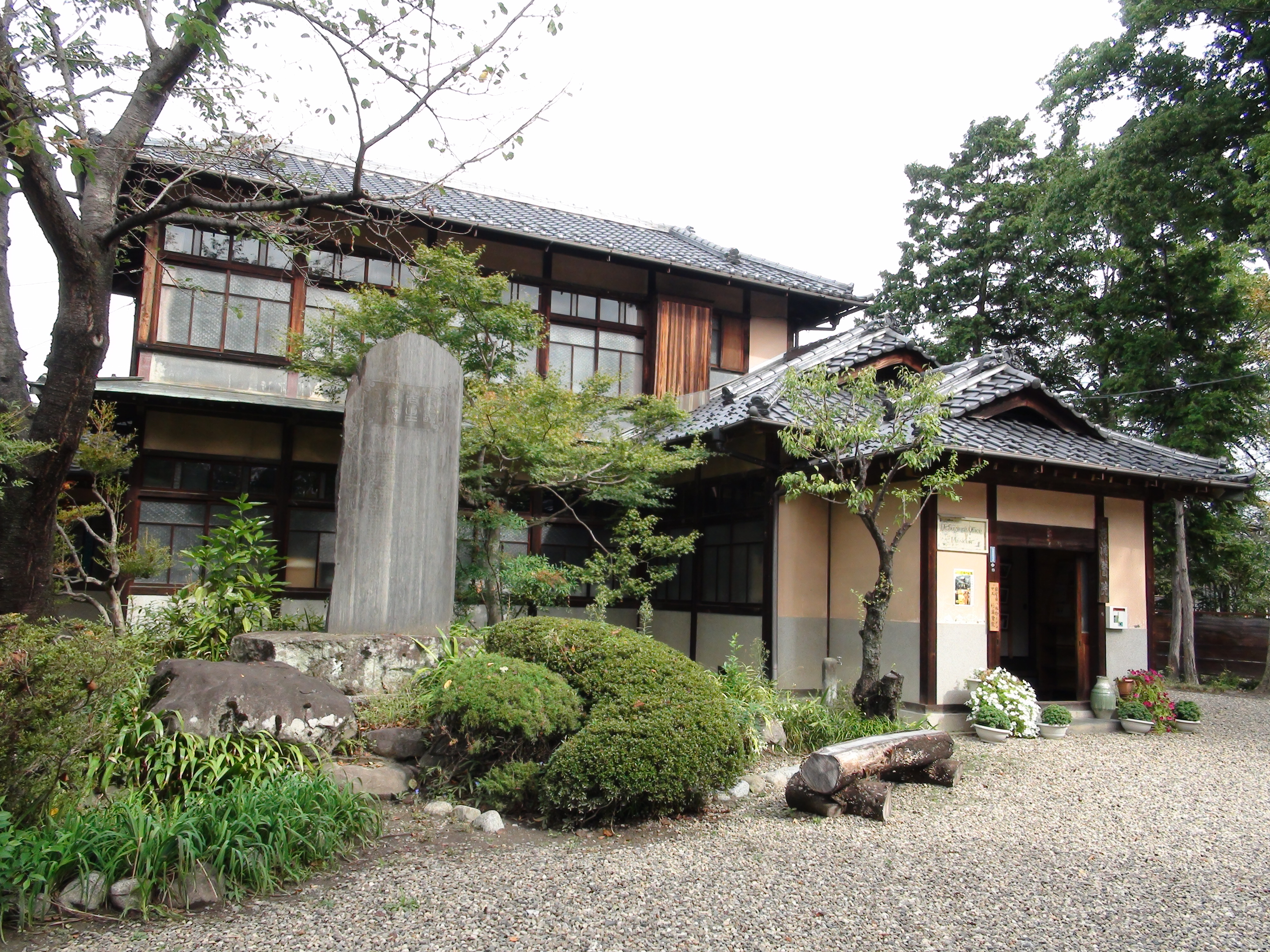
風土伝承館杉浦醫院

### 名所・旧跡
主な寺院
- 浄心寺

主な神社
- 諏訪神社
- 義清神社

### 観光スポット
文化施設
- 風土伝承館杉浦醫院

温泉
- フカサワ温泉

## 文化・名物

### 名産・特産
上河東の妙福寺本堂の青銅製鰐口は1960年（昭和35年）11月7日に県指定の工芸品。

### 文化財

#### 天然記念物
また、鎌田川のゲンジボタル生息地は1930年（昭和5年）に国の天然記念物に指定されたが、地方病の原因である日本住血吸虫の中間宿主であるミヤイリガイの駆除の影響で、餌となるカワニナが激減したために減少し、1976年（昭和51年）には指定は解除された。

## 出身著名人
- 四條稔（元プロ野球選手）
- 田中アキラ（演歌歌手）
- 中野なかるてぃん（お笑い芸人、ナイチンゲールダンス）